# برونینگ های-پاور

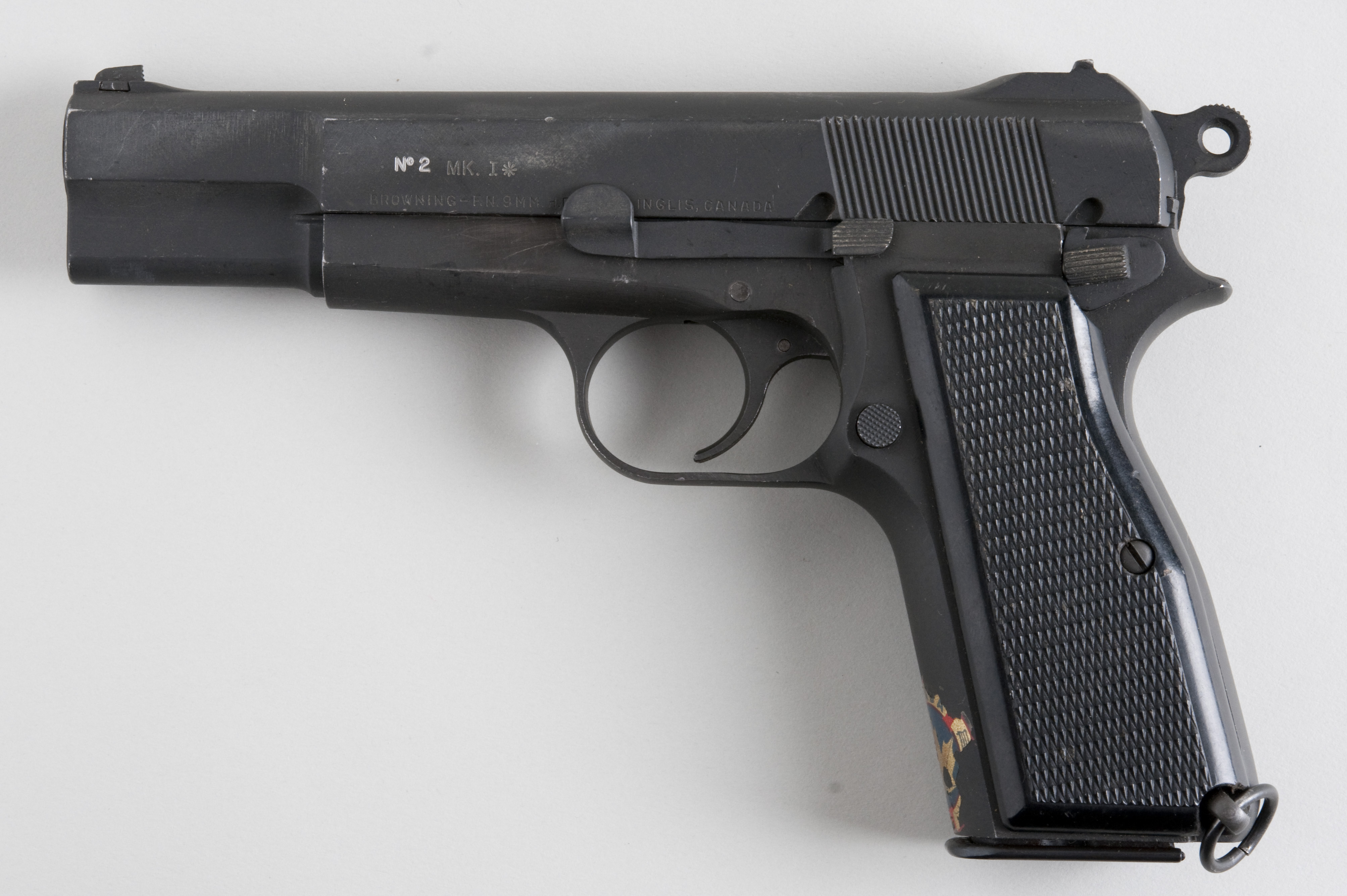
تفنگ برونینگ های-پاور

برونینگ های-پاور (به انگلیسی: Browning Hi-Power و به اختصار: HP) یک اسلحه کمری نیمه‌خودکار کالیبر ۹ میلی‌متری است که طراحی آن در سال ۱۹۲۲ در شرکت فابریک ناسیونال بلژیک توسط جان براونینگ مخترع سلاح آمریکایی و دیودون سیو بلژیکی آغاز شده و نسخه پایانی آن در سال ۱۹۳۵ تولید شد. طراحی این سلاح در پی اعلام نیاز ارتش فرانسه برای یک سلاح کمری سازمانی جدید صورت گرفت. هرچند ارتش فرانسه در عین ناباوری از انتخاب این سلاح خودداری کرد و یک طرح فرانسوی را به آن ترجیح داد اما بسیاری از نیروهای نظامی متوجه امتیازات این تپانچه نیمه‌خودکار شدند و آن را به عنوان سلاح کمری سازمانی خود انتخاب کردند. طرح نهایی براونینگ به قدری بی‌نقص بوده که تولید آن تا به امروز تقریباً بدون هیچ تغییری ادامه داشته‌است و با وجود ساخت طرح‌های متنوع جدید بی‌شمار مورد استفاده بسیاری نیروهای نظامی و افراد غیرنظامی قرار دارد. اعتمادپذیری بالا، ظرفیت مناسب خشاب (۱۳ فشنگ)، ارگونومی فوق‌العاده (خوش‌دستی)، و این نکته که این اسلحه برای فشنگ رایج پارابلوم ۹ میلی‌متری طراحی شده از امتیازات براونینگ هستند. در جنگ جهانی دوم بلژیک به اشغال آلمان درآمد و آلمانی‌ها در کارخانه فابریک ناسیونال این سلاح را برای نیروهای خود تولید می‌کردند در حالی‌که دیودون سیو به کانادا گریخت و در آن‌جا براونینگ را برای نیروهای کانادا، چین ملی، بریتانیا، یونان و ایران گ ۱۱ تولید کرد.